# Lemmes
Lemmes település Franciaországban, Meuse megyében. Lakosainak száma 236 fő (2022. január 1.). Lemmes Landrecourt-Lempire, Osches, Senoncourt-les-Maujouy, Les Souhesmes-Rampont, Souilly és Vadelaincourt községekkel határos.

## Népesség
A település népességének változása:
| Lakosok száma | 235  | 245  | 247  | 249  | 245  | 241  | 237  | 236  | 236  |
|               | 2013 | 2015 | 2016 | 2017 | 2018 | 2019 | 2020 | 2021 | 2022 |